# 猫の喧嘩
『猫の喧嘩』（ねこのけんか、西: Riña de gatos, 英: Cats fighting）は、スペインのロマン主義の巨匠フランシスコ・デ・ゴヤが1786年に制作した絵画である。油彩。夏の離宮として使用されたエル・パルド王宮を装飾するタペストリーのカルトン（原寸大原画）のうち、1786年から1787年にかけて制作された《四季》連作と呼ばれるカルトンの1つ。現在はマドリードのプラド美術館に所蔵されている。

## 制作経緯
ゴヤは生涯で6期63点におよぶタペストリーのためのカルトンの連作を制作した。前作から6年後の1786年から1787年にかけて制作された《四季》連作は第5期にあたり、エル・パルド王宮にあるスペイン国王カルロス3世の会談の間を装飾するため、計13点のカルトンが制作された。ゴヤは友人の商人マルティン・サパテールに宛てた1786年9月12日付の手紙で、《四季》連作のためいくつかの下絵を制作中であると述べているが、おそらく宮殿の部屋を間違えて、王太子夫妻（後のスペイン国王カルロス4世とマリア・ルイサ）の食堂装飾のためのものとしている。しかし《四季》連作のサイズはいずれも王太子夫妻の食堂とはほとんど適合せず、そもそもこの部屋にはすでにゴヤが1776年から1777年にかけて制作した2期連作に基づくタペストリーが設置されていた。13点のカルトンのうち現存するのは12点で、ゴヤは本作品および『花売り娘、あるいは春』（Las floreras o La Primavera）、『脱穀場、あるいは夏』（La era o El Verano）、『ブドウ摘み、あるいは秋』（La vendimia o El Otoño）、『吹雪、あるいは冬』（La nevada o El Invierno）、『マスティフを連れた子供たち』（Niños con perros de presa）、『木の枝にとまったカササギ』（La marica en un árbol）、『噴水のそばの貧しい人々』（Los pobres en la fuente）、『傷を負った石工』（El albañil herido）、『泉のそばの狩人』（Cazador al lado de una fuente）、『ダルザイナを演奏する羊飼い』（Pastor tocando la dulzaina）、『雄羊に乗った少年』（El niño del carnero）を制作した。1786年の冬、ゴヤはカルロス3世に油彩による準備習作を見せたのち、画材の請求書によるとこれらのカルトンを1787年のうちに完成させた。

## 作品

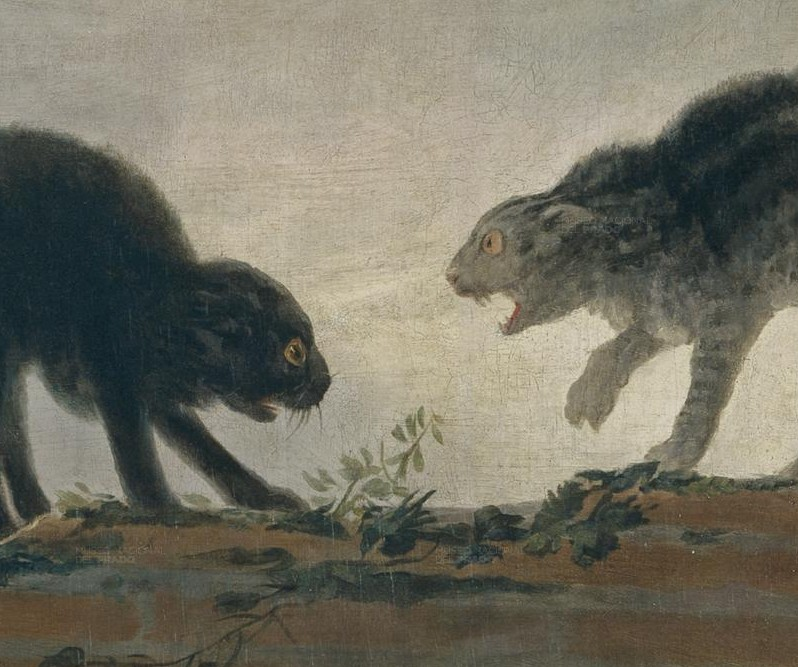
威嚇し合う2匹の猫（ディテール）。

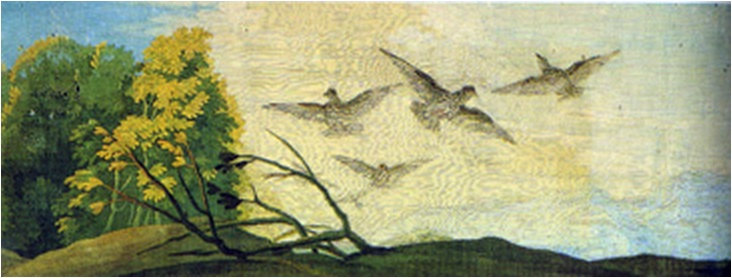
対作品とされる『飛翔する鳥』。現存せず。

黒猫と虎毛の猫がキヅタに覆われた壊れたレンガの壁の上で対峙し、おたがいに威嚇している。おそらく黒猫は夕暮れ時の光とその暖かさに惹かれ、すでに壁の上に虎毛の猫がいることに気づかないまま壁を登ったのだろう。予期せぬ遭遇がおたがいを驚かせたことは容易に見て取ることができ、どちらの猫も自らをより大きく見せるため、後ろ足を真っ直ぐに立てて前傾姿勢になり、耳を伏せ、尻尾を低くし、背中を山なりに湾曲させている。とりわけ虎毛の猫は全身の毛を逆立たせていることがはっきり分かり、口を大きく開いて唸り声を上げ、相手に攻撃を加えるべく右前足を持ち上げている。これに対して黒猫は頭をよりいっそう低くして身構えている。
ゴヤはこの2匹の猫の予期せぬ遭遇と、それによって生まれた反応を、非常に生き生きと自然に描出している。猫の輪郭は強い逆光を受けて白い雲にはっきり浮かび上がっている。荒れたレンガの壁の上という場面設定と、背景全体に広がる空の無限性は、そこが見捨てられた場所であることを示している。幅の狭い横長の画面と下から見上げるような構図は、扉などの上の高い場所に設置することを想定したものである。《四季》連作の木枠を制作した大工職人ジョセフ・セラーノ（Josef Serrano）が提出した1786年11月の請求書には、「異なるサイズの扉上の装飾のための6点の木枠」が制作されたことが記載されており、本作品はこうしたサイズが異なる扉上のタペストリーのためのカルトンであったと考えられている。
本作品は高い場所に設定された場面とそれが生む効果という点において、高所から落下した石積み職人を描いた『傷を負った石工』と関連している。また敵対者に対する猫の威嚇行動は、『脱穀場、あるいは夏』の収穫祭をかき乱す農民たちのように、連作で描かれた様々な登場人物で繰り返し描かれている。

## 来歴
翌1788年12月にカルロス3世が死去したのち、カルロス4世はエル・パルド王宮から離れたため、制作されたタペストリーは王宮内の本来の場所に飾られることはなかった。サンタ・バルバラ王立タペストリー工場で保管されていたであろうカルトンは、おそらく1856年から1857年にオリエンテ宮殿の地下室に移された。本作品に関する最初の記録はビセンテ・ロペス（Vicente López）が1834年に作成した国王フェルナンド7世の遺言書で、1870年1月18日と2月9日の王命によりプラド美術館に収蔵された。

## 帰属
帰属に関しては一般的にゴヤの作品と見なされているが、疑問視する意見も根強くある。1834年のフェルナンド7世の遺言書では、ゴヤの作品であることが明記されていた。しかし1870年にプラド美術館に収蔵されたとき、制作者不詳の芸術的価値がない作品と見なされた。さらにゴヤのタペストリーの目録を作成したバレンティン・デ・サンブリシオ（Valentín de Sambricio）は、本作品を見ずにタペストリーだけを根拠に批評し、構図は実に残念なものであり、ゴヤの技法とはまったく似ていないとコメントした。その後、メルセデス・アゲダ（Mercedes Águeda）は1984年まで美術館の倉庫で丸められたまま保管されていたカルトンを発見し、再びゴヤに帰属した。これに対して、アメリカ合衆国の美術史家ジャニス・A・トムリンソンはゴヤへの帰属に反対し、構図がまったく平凡であり、《四季》連作の他の作品との間に一貫性がないこと、本作品に基づいたタペストリーの制作が最初に言及されたのは、他の扉上用カルトンよりもかなり後であること、本作品がゴヤが工場で働いていなかった時期に工場にいた別の画家の作品だった可能性があることなどを主張している。本作品は他にもいくつか問題を抱えている。大工職人ジョセフ・セラーノが制作した木枠とは一致しておらず、プラド美術館収蔵時の目録に記載されたサイズは実際のものと異なっていた。また対作品とされる『飛翔する鳥』（Pájaros volando）について、何人かの研究者は他の作品の対と見なしている。

## 保存状態
保存状態は悪い。王宮の地下室で保管されていた時代から長期にわたって丸められた状態で保管されていたため、湿気とカルトン自体の重みで相当の損傷を受けている。

## ギャラリー
他の《四季》連作のカルトン
現在『雄羊に乗った少年』のみシカゴ美術館に所蔵されている。

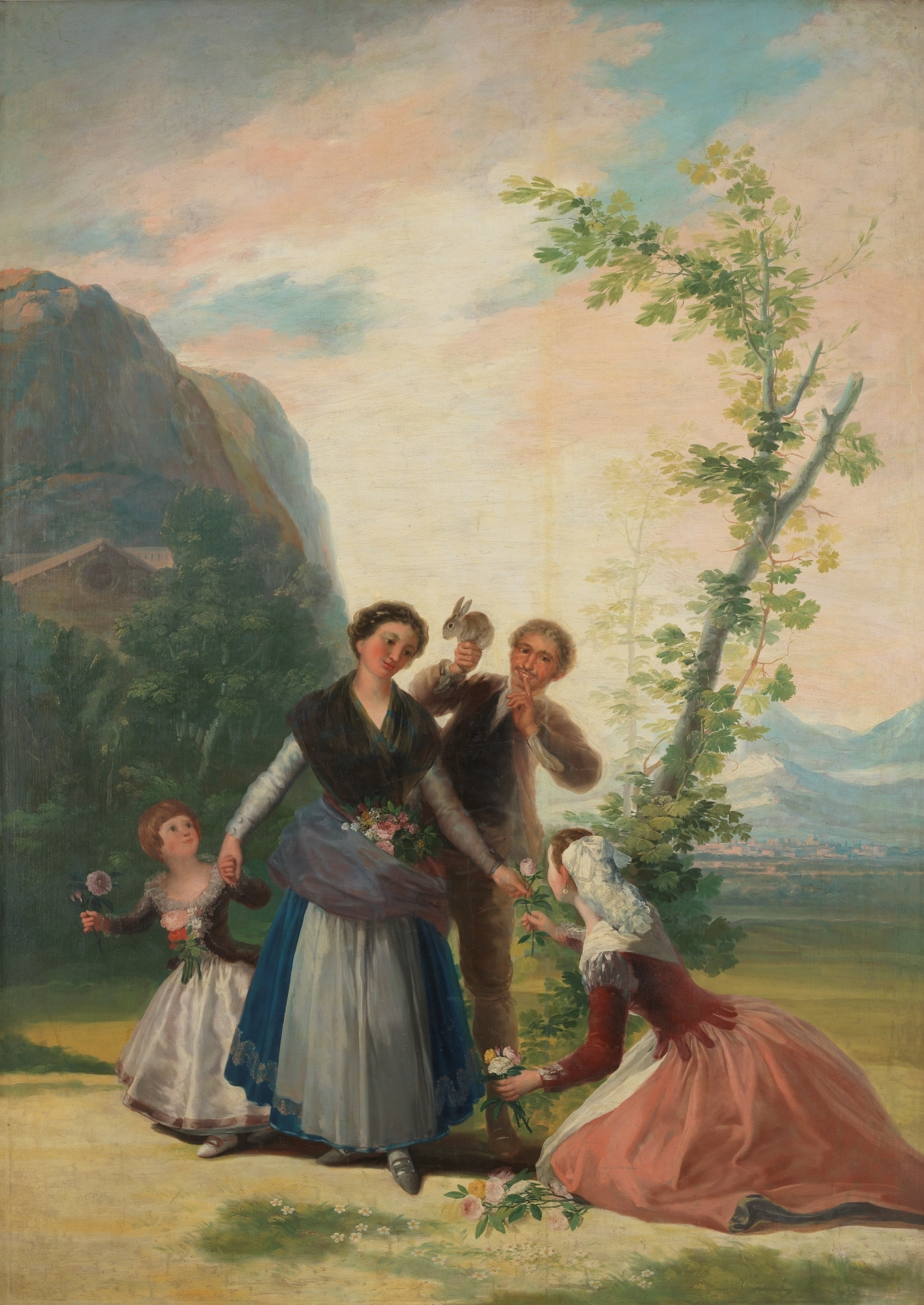
『花売り娘、あるいは春』1786年
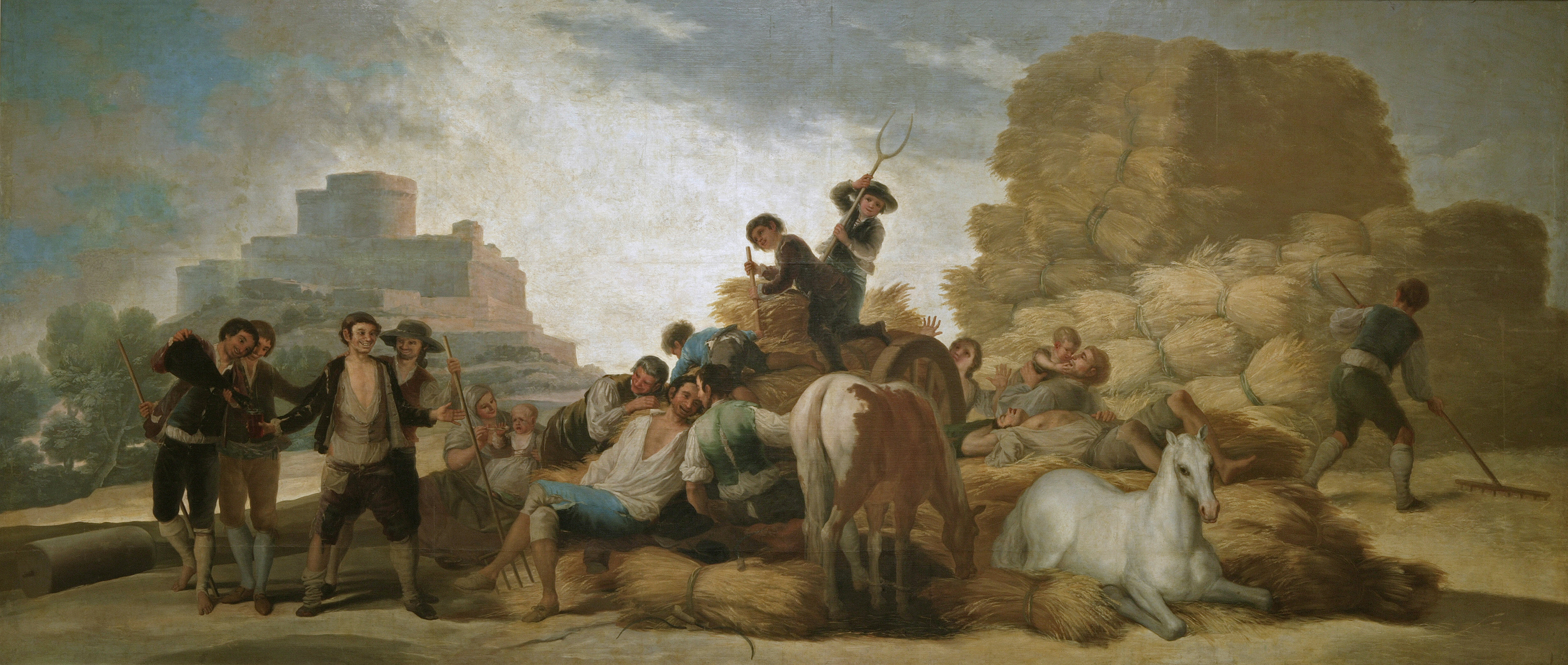
『脱穀場、あるいは夏』1786年
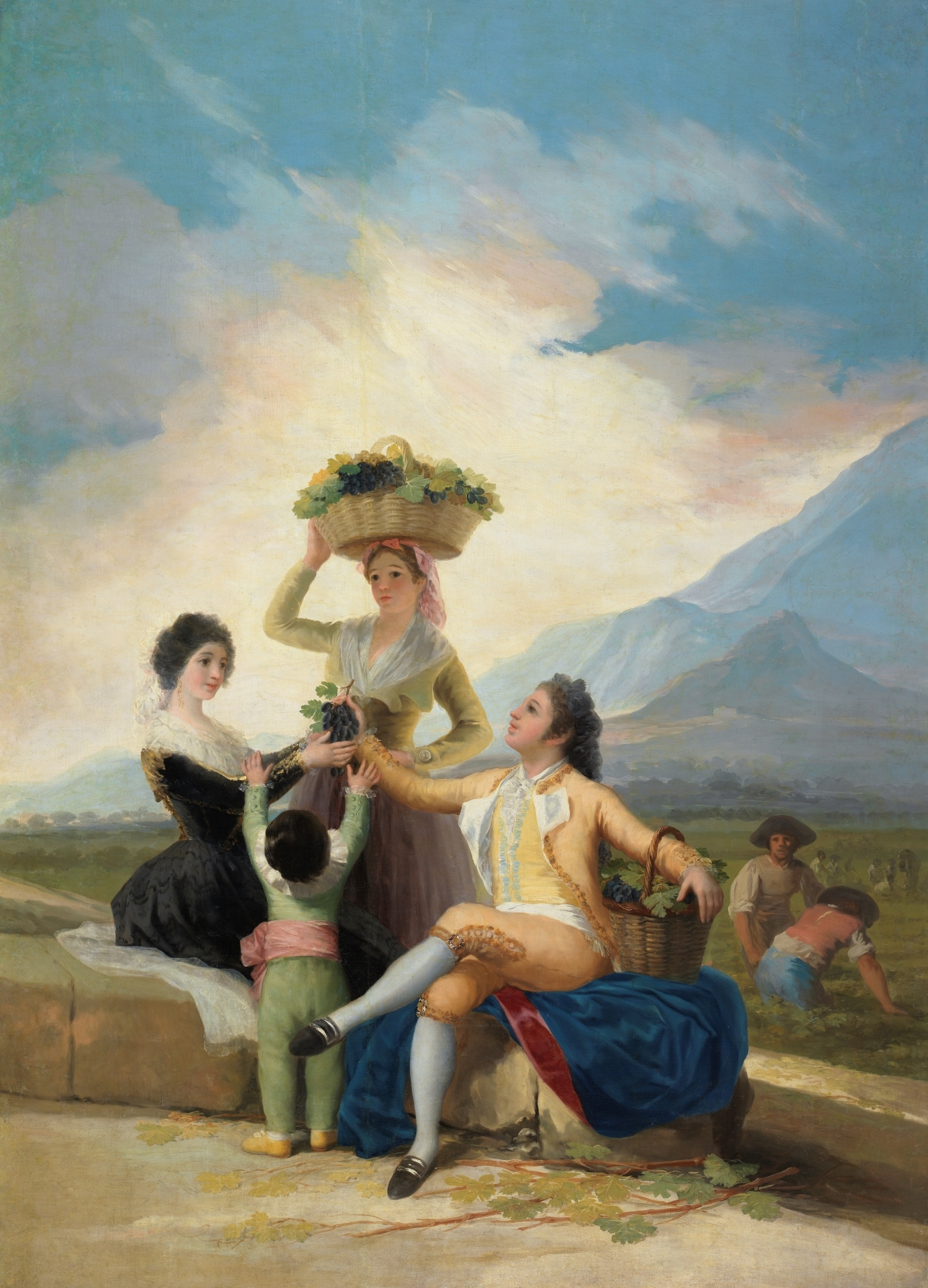
『ブドウ摘み、あるいは秋』1786年
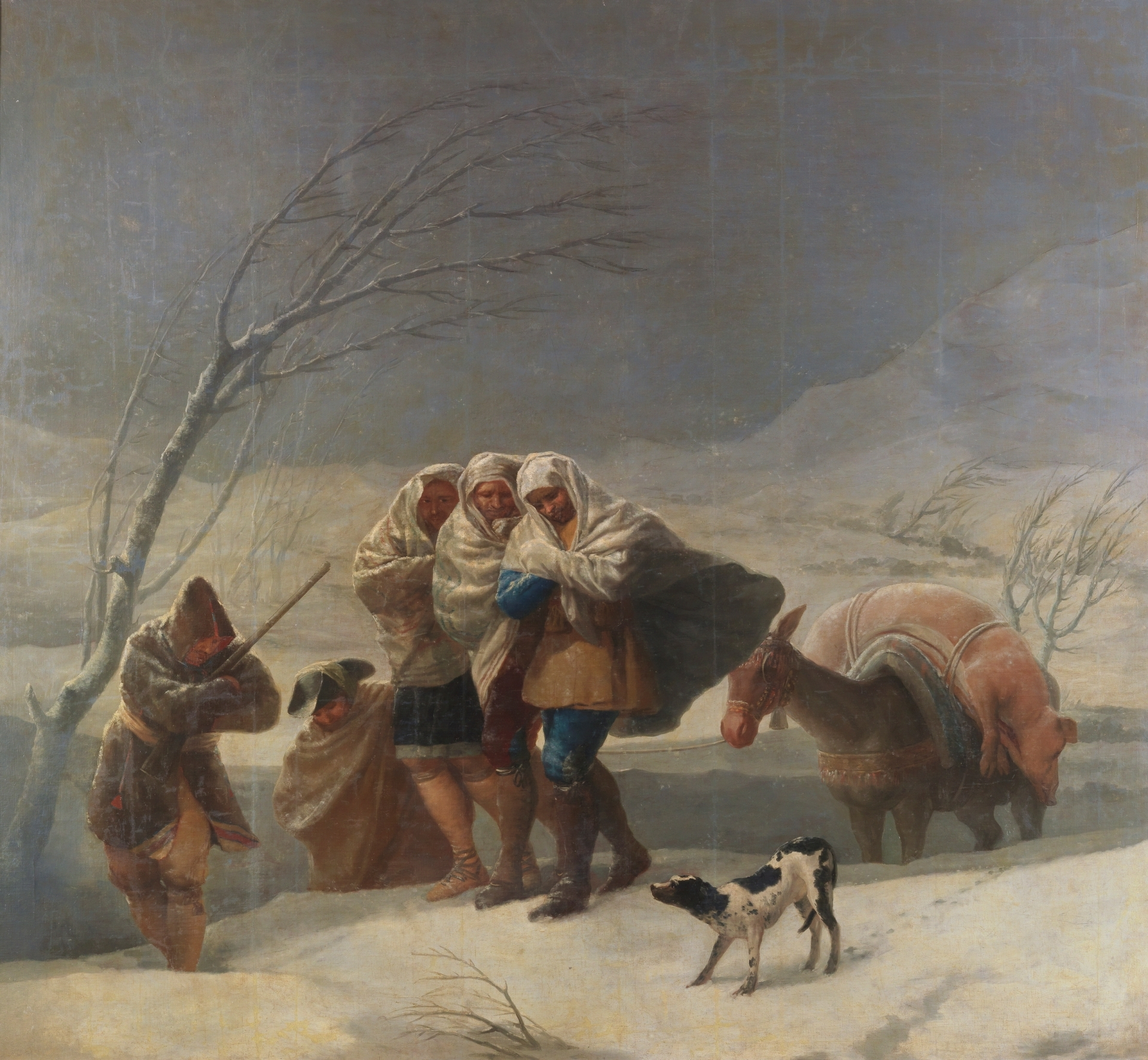
『吹雪、あるいは冬』1786年
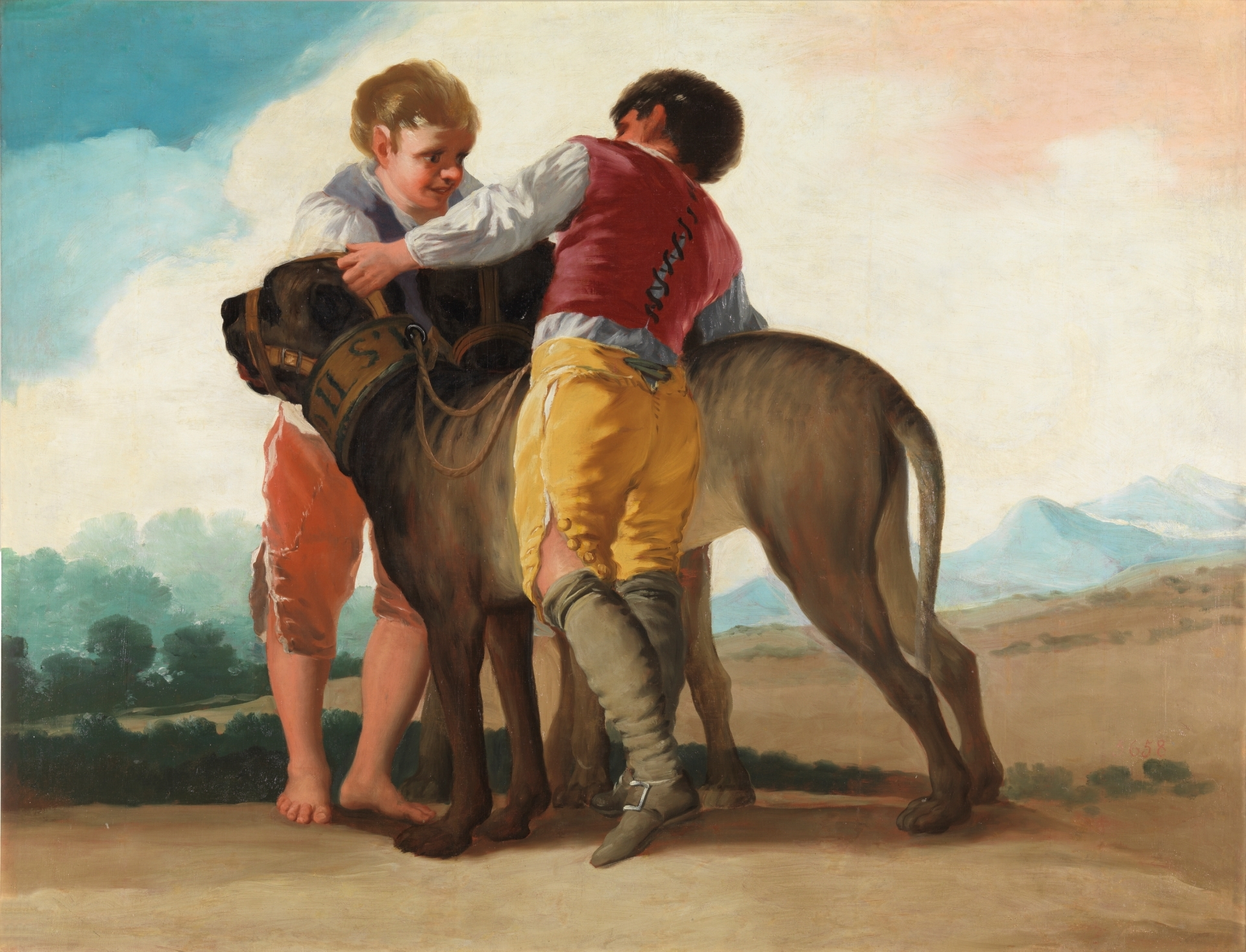
『マスティフを連れた子供たち』1786年
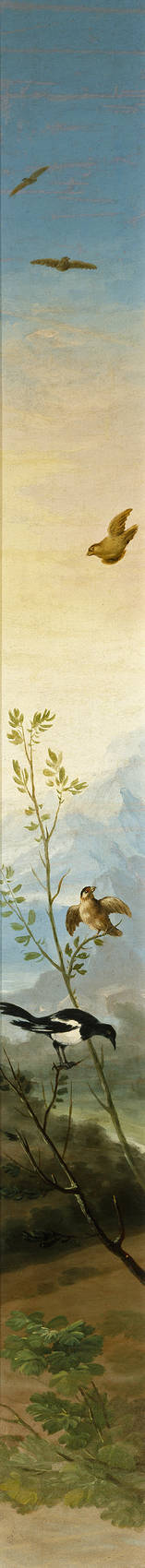
『木の枝にとまったカササギ』1786年
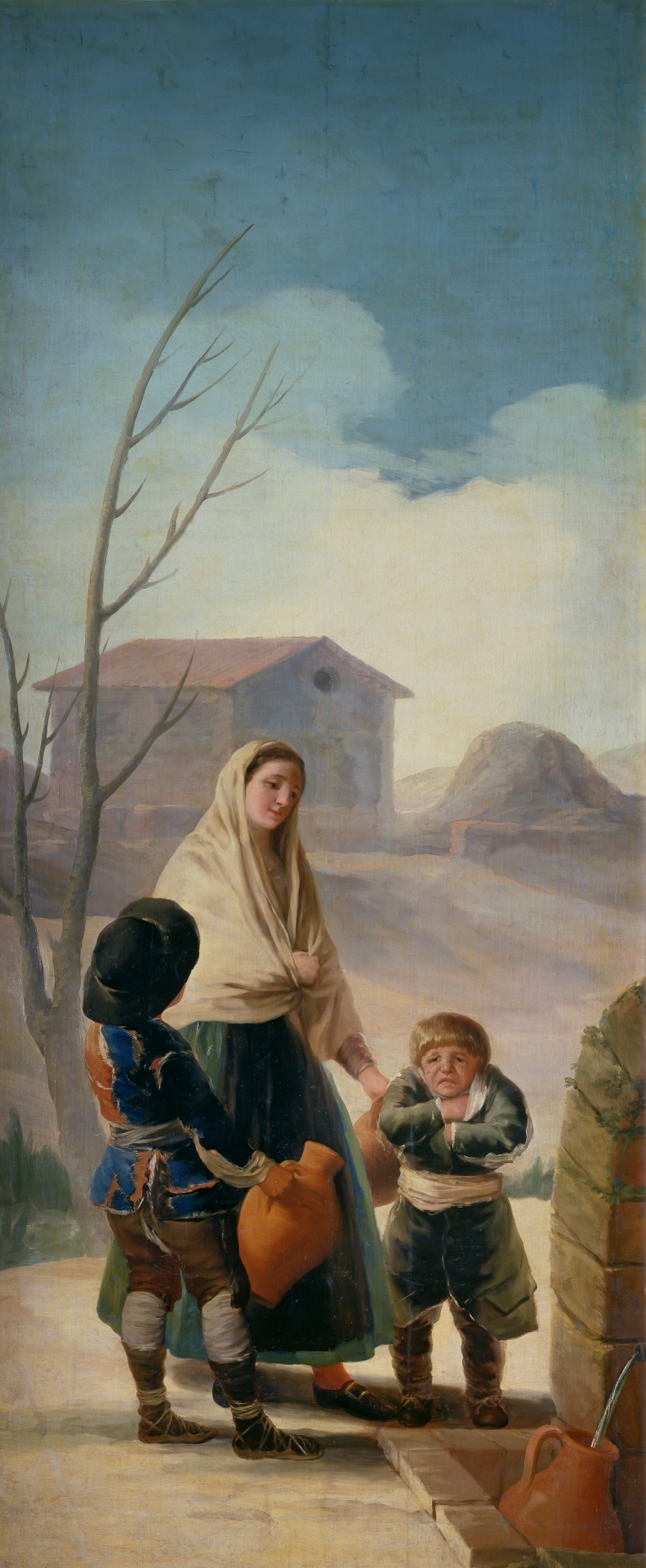
『噴水のそばの貧しい人々』1786年-1787年
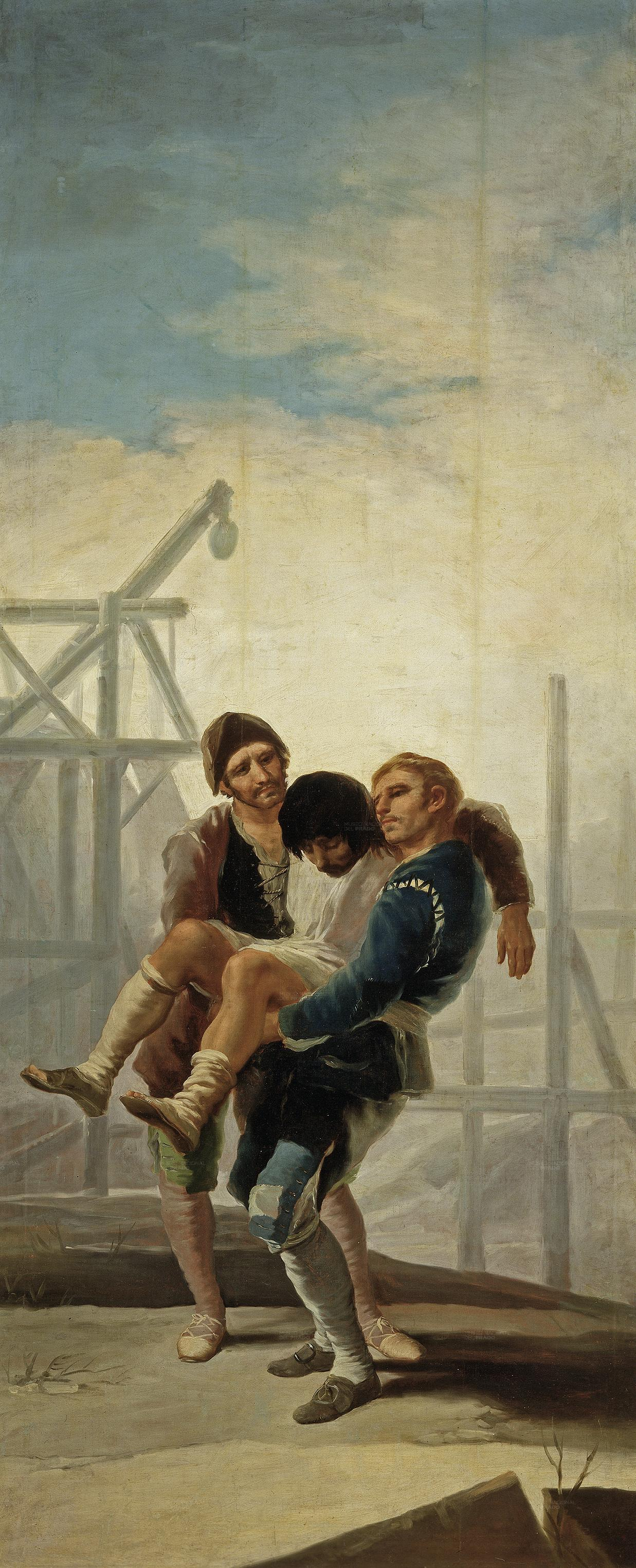
『傷を負った石工』1786年-1787年
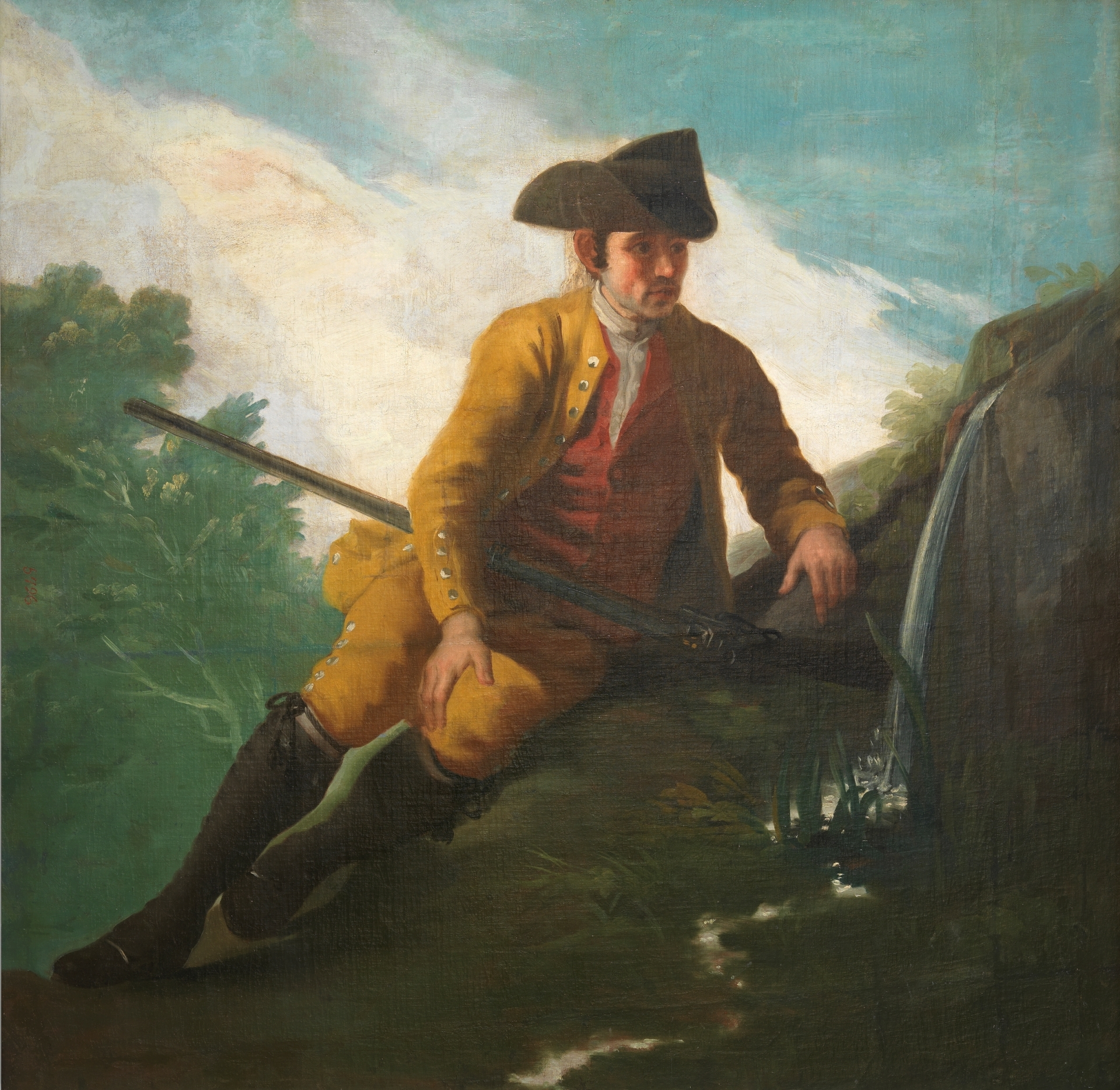
『泉のそばの狩人』1786年-1787年
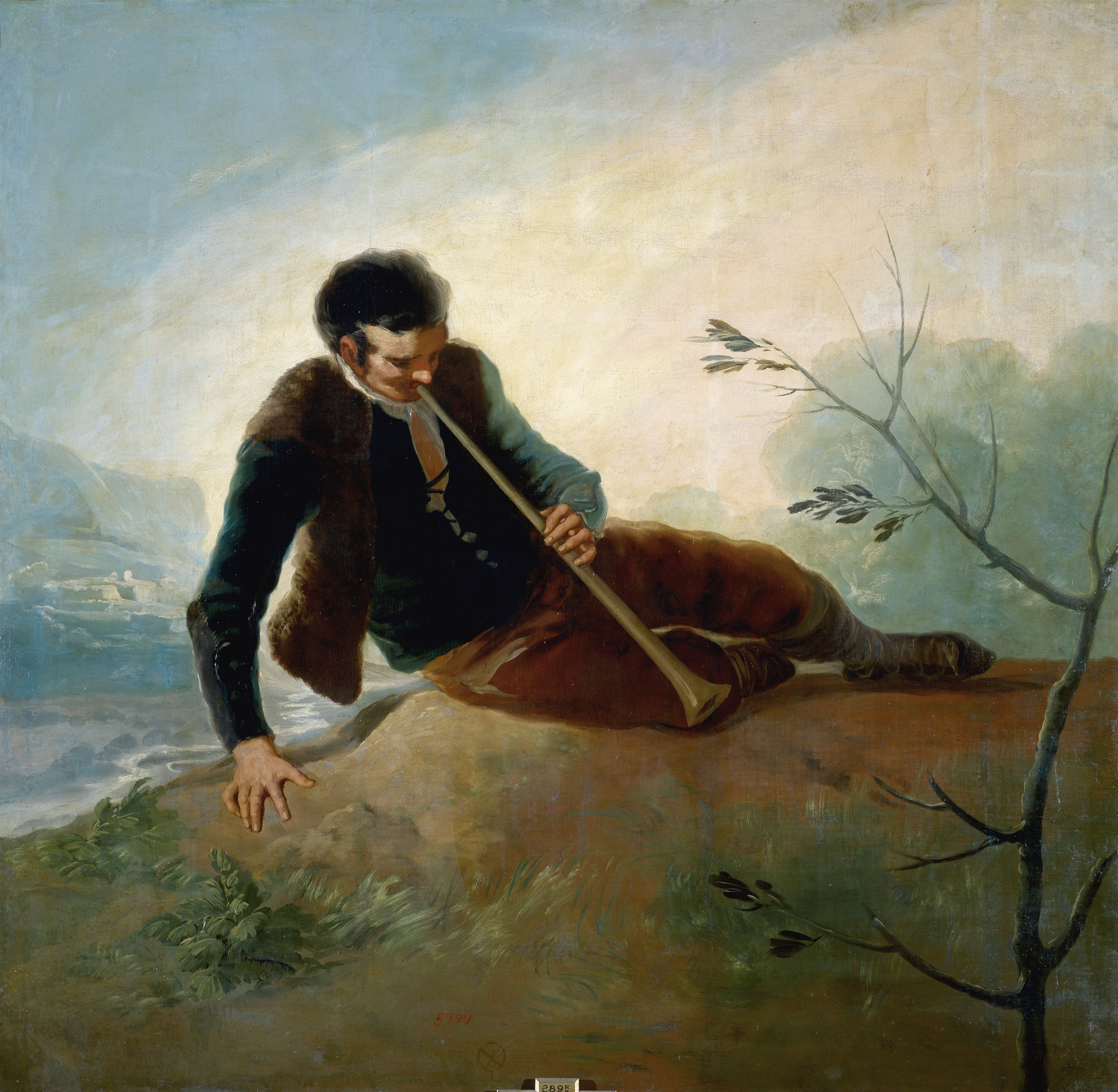
『ダルザイナを演奏する羊飼い』1786年-1787年
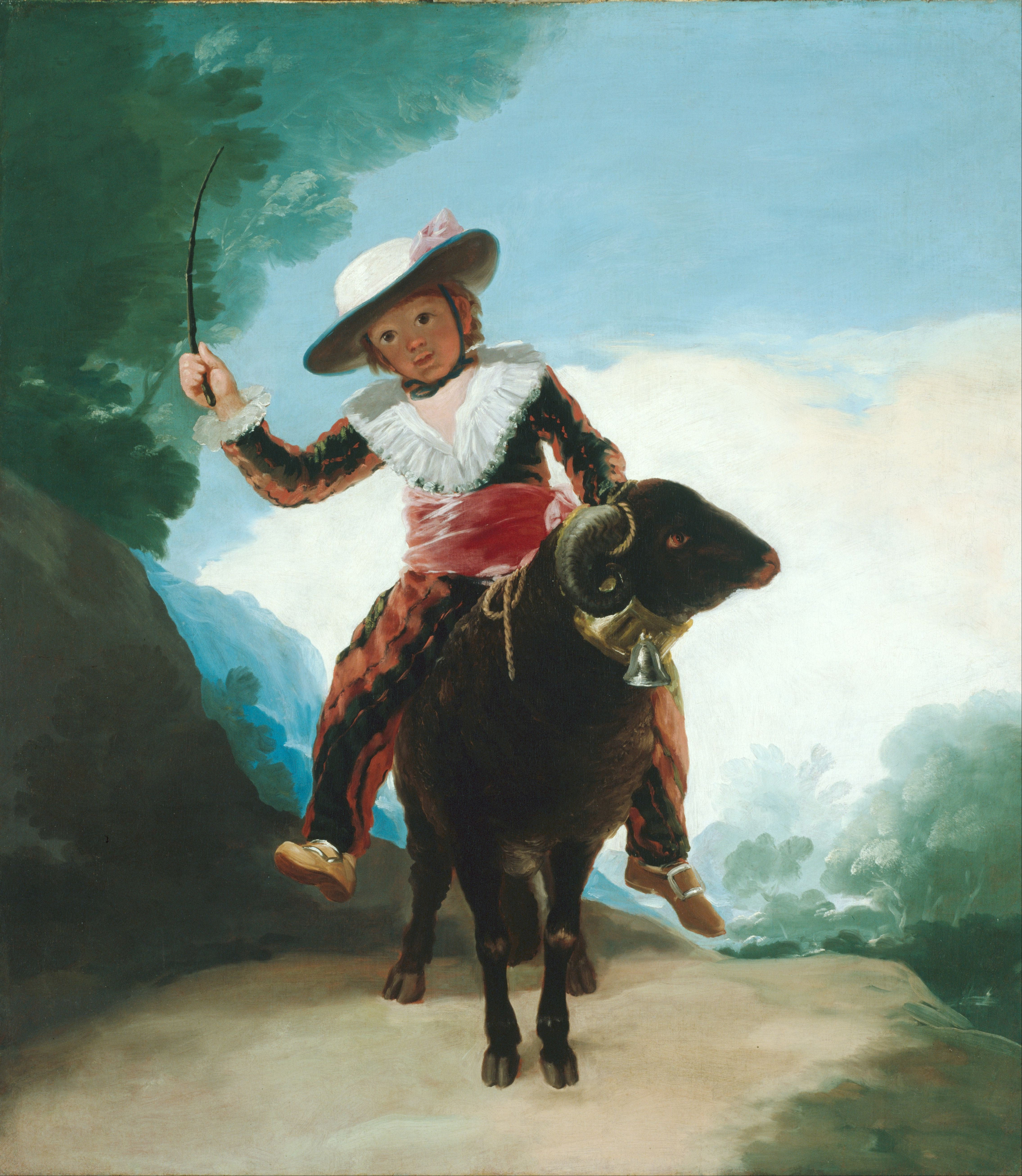
『雄羊に乗った少年』1786年-1787年 シカゴ美術館所蔵